# SEAT
SEAT S.A. acronimo di Sociedad Española de Automóviles de Turismo (Società spagnola di automobili da turismo) è una casa automobilistica spagnola del Gruppo Volkswagen.
Fondata il 9 maggio 1950 dall'Instituto Nacional de Industria (INI) per il 51% e da FIAT per il 7%. Dal 1985 fa parte del gruppo Volkswagen ed ha sedi in 77 paesi del mondo.
La sede si trova all'interno del complesso industriale di Martorell, città industriale situata a circa 26 km a Nord-Ovest di Barcellona, inaugurato il 22 febbraio 1993 dal Re Juan Carlos di Spagna.
È l'unica casa automobilistica spagnola che possiede ancora la capacità e le infrastrutture per sviluppare all'interno le proprie auto; la gamma di vetture va dalla Ibiza (il modello più venduto ed esportato della storia spagnola) alla grande SUV Tarraco, passando per modelli come León, Ateca e Arona.

## Storia

### Gli anni Fiat

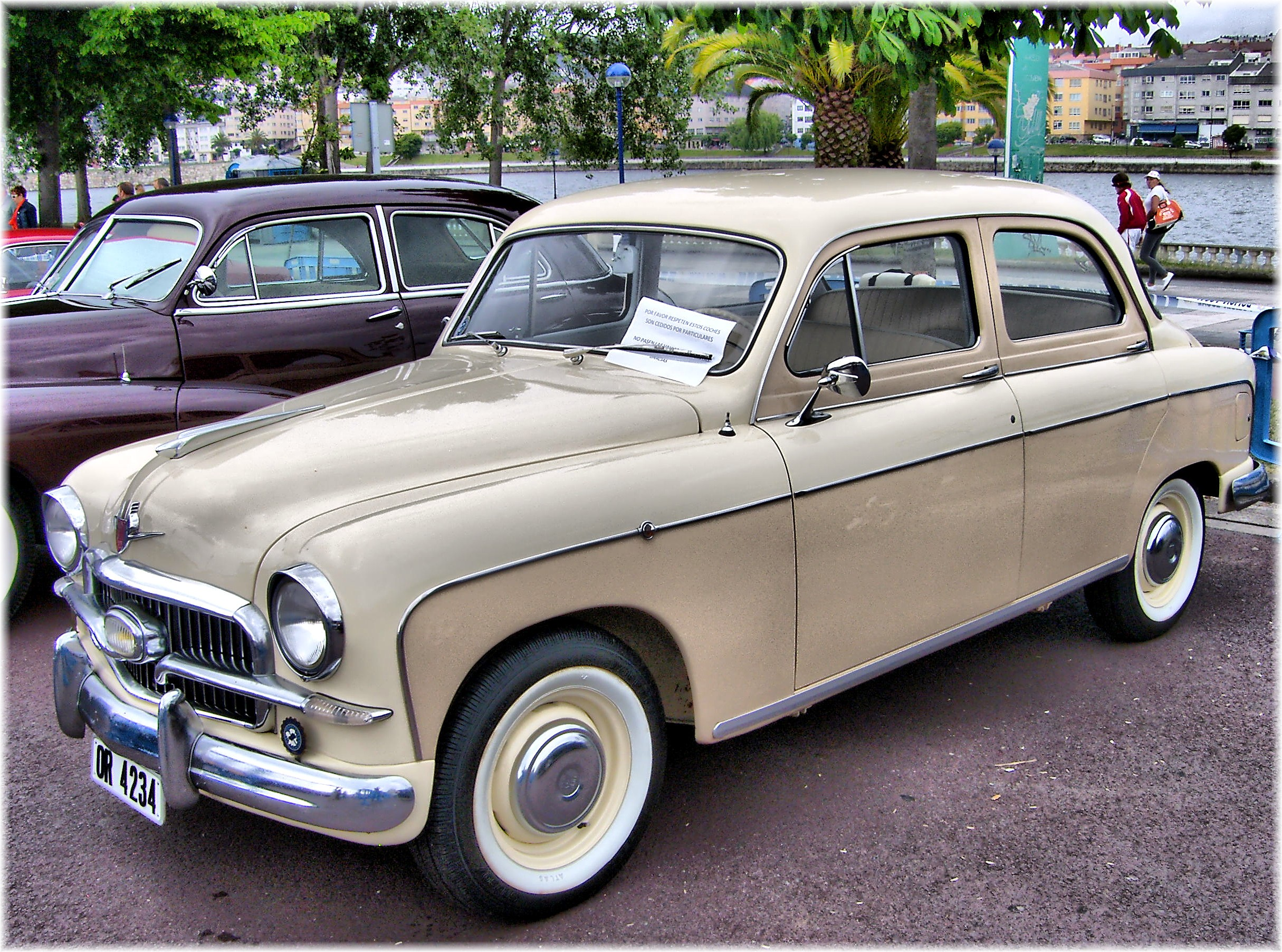
Una SEAT 1400

Fondata nel 1950, nel 1953 fu inaugurato lo stabilimento di Zona Franca (presso Barcellona), precisamente il 5 giugno. In quell'anno fu prodotta la prima auto marchiata SEAT, una SEAT 1400, uscita dalle catene di montaggio il 13 novembre. La SEAT 1400 fu il primo modello SEAT, prodotta come gemella della Fiat 1400 in varie versioni, di cui la versione "C" in cui la linea riprendeva invece quella della Fiat 1800. Per sostituire la 1400 arrivò la SEAT 1500, gemella dell'omonimo modello Fiat 1500L.

Tuttavia la SEAT necessitava di un secondo modello economico per competere contro i più semplici e meno cari modelli che stavano comparendo sul mercato locale come Biscúter, che pareva incontrare il favore di persone non benestanti alla ricerca di un mezzo di trasporto in una situazione economica difficile. Nel 1957 entrò in produzione un'altra vettura Fiat rimarchiata SEAT, la SEAT 600, che segnerà l'inizio della motorizzazione di massa in Spagna.

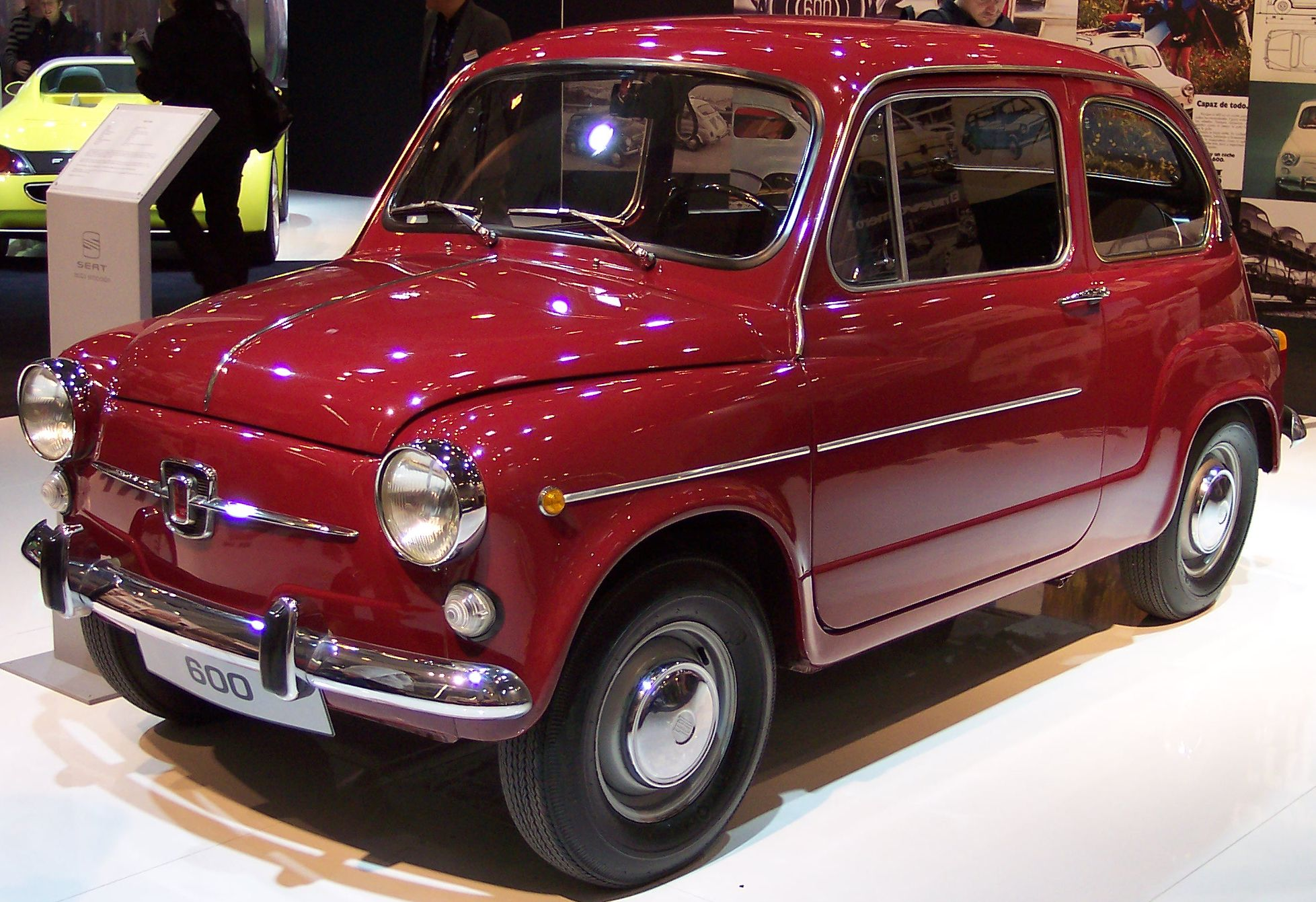
La SEAT 600

Questa fu resa disponibile nelle versioni N, D, E, L e Special e di cui furono prodotti 800.000 esemplari. Tra le versioni particolari si deve citare quella a 4 porte, chiamata SEAT 800, dotata di motore 800 cm³. Nel 1965 si iniziò l'esportazione della SEAT 600 in Colombia. La fabbricazione locale inizierà poco dopo presso i nuovi stabilimenti Fiat, mentre l'anno successivo la 600 venne affiancata dalla SEAT 850, come accadde, due anni prima, per il modello Fiat.
Nel 1968 nacque la SEAT 124, che sostituì la 1500, dotata del motore Fiat di 1197 cm³ della Fiat 124 e, sempre nel 1968, esordì la SEAT 1430, identica alla 124 tranne per il motore 1430 cm³. Nel 1972 arrivò il modello destinato a sostituire la 850, la SEAT 127, prodotta in molte versioni, fra cui la tre volumi, mentre l'anno successivo la Seat lanciò la Seat 132, identica alla Fiat 132, e iniziò la costruzione del Centro tecnico SEAT di Martorell. Nel 1974 arriva la SEAT 133 che si instaura al di sotto della 127 ed è venduta solo in Spagna con marchio Seat e con quello Fiat in Argentina dove sarà anche fabbricata. L'anno successivo arriva la Seat 131 che sostituisce le 1430 e 124 riscuotendo un notevole successo. Successivamente, furono prodotte le ultime auto di origine Fiat: la Seat 1200 Sport, la SEAT Ritmo, la Seat 128 3P e la SEAT Panda.

### Il distacco dalla FIAT

SEAT Toledo

Nel 1982 si ruppe l'accordo con la FIAT dopo un arduo negoziato riguardo alla necessaria ricapitalizzazione del costruttore spagnolo perché la Fiat ne prendesse il controllo. Lo Stato spagnolo non volle partecipare a tale investimento e la Seat, priva di dovuti mezzi finanziari, il 30 settembre di quell'anno firmò alcuni accordi di collaborazione industriale e commerciale con Volkswagen che le permisero di fabbricare modelli per conto della casa tedesca. Nel frattempo, in attesa dei nuovi modelli, vennero continuate le produzioni di quelli Fiat, opportunamente modificati in alcuni dettagli: continuò così ad essere prodotta la Ritmo (chiamata adesso SEAT Ronda), la Panda (diventata SEAT Marbella e da cui derivava tecnicamente anche un piccolo automezzo commerciale nominato SEAT Terra) e la 127 (SEAT Fura).
Il primo modello nato da un progetto indipendente SEAT fu la Ibiza, uscita dalle catene di montaggio il 27 aprile 1984, che prese il posto della SEAT Fura. La Ibiza diventerà il cavallo di battaglia della SEAT; il modello è infatti giunto alla sua quinta generazione. Nel 1986, nel mese di giugno, Volkswagen rileva il 51% del capitale SEAT e porta la sua quota azionaria al 75% entro la fine dell'anno. SEAT inizia le esportazioni in Europa e nasce SEAT Sport, la divisione sportiva dell'azienda.
Successivamente nacquero altri modelli che sostituirono gli ex modelli FIAT, tra cui la SEAT Málaga (sostituita a sua volta dalla SEAT Córdoba), SEAT Inca e la SEAT Arosa.
I modelli introdotti nel nuovo millennio sono la SEAT León, la SEAT Altea, con le sue derivazioni SEAT Altea XL e SEAT Altea Freetrack, SEAT Exeo prodotta dal 2009 al 2013, a sostituire la terza serie della SEAT Toledo (della quale la quarta serie sostituirà a sua volta la Exeo), la citycar Mii (in pratica una VW up! più convenzionale) e i crossover SUV Ateca e Arona.
Il cambiamento per SEAT è sensibile, passando da marchio produttore su licenza di alcuni modelli FIAT, a marchio usato dal gruppo Volkswagen Aktiengesellschaft (da cui proviene tutta la meccanica presente sulle vetture) con un'immagine rivolta al mondo giovanile ed alla sportività: questa impostazione si nota anche nel nuovo corso del design, specie grazie all'apporto del conosciuto designer italiano Walter de Silva. Dal 2015 al 2020 il presidente è stato Luca de Meo. Inoltre nel 2018 SEAT lancia il marchio Cupra per i modelli più sportivi della casa.

## L'attività sportiva
SEAT Cupra, nota con il nome di Cupra e precedentemente nota come SEAT Sport, è la divisione motoristica ad alte prestazioni della casa automobilistica spagnola SEAT, fondata nel 1985, succedendo al "dipartimento SEAT Special Vehicles" che era stato costituito nel 1971 con la missione di imporre la partecipazione del marchio ai campionati di rally, seguiti da 11 titoli tra il 1979 e il 1983. Ha partecipato a gare di auto da rally e touring e sviluppa anche versioni ad alte prestazioni di auto da strada. Il risultato di questo sforzo è stato premiato dai titoli più prestigiosi della SEAT nei campionati FIA, tre conquiste con la SEAT Ibiza Kit-Car nel FIA 2L World Rally Championship (WRC) (1996, 1997, 1998) e due volte con la SEAT León nel FIA World Touring Car Championship (WTCC) (2008, 2009).

## Modelli prodotti

### Gli anni FIAT

#### Anni '50
- 1400
- 1400 C
- 600

#### Anni '60

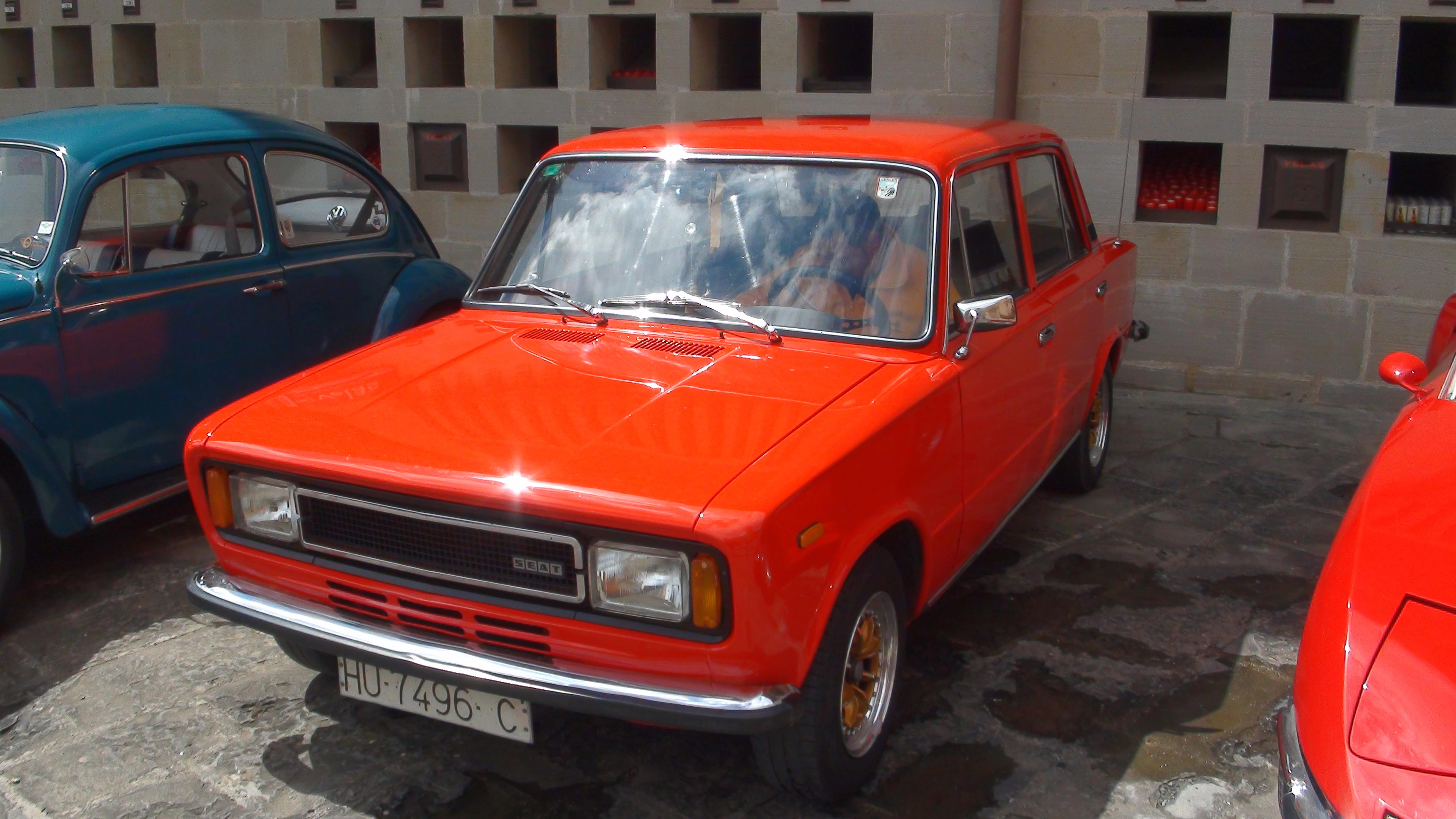
Una SEAT 124

- 1500
- 800
- 850
- 850 Coupé
- 850 Spider
- 124
- 1430

#### Anni '70

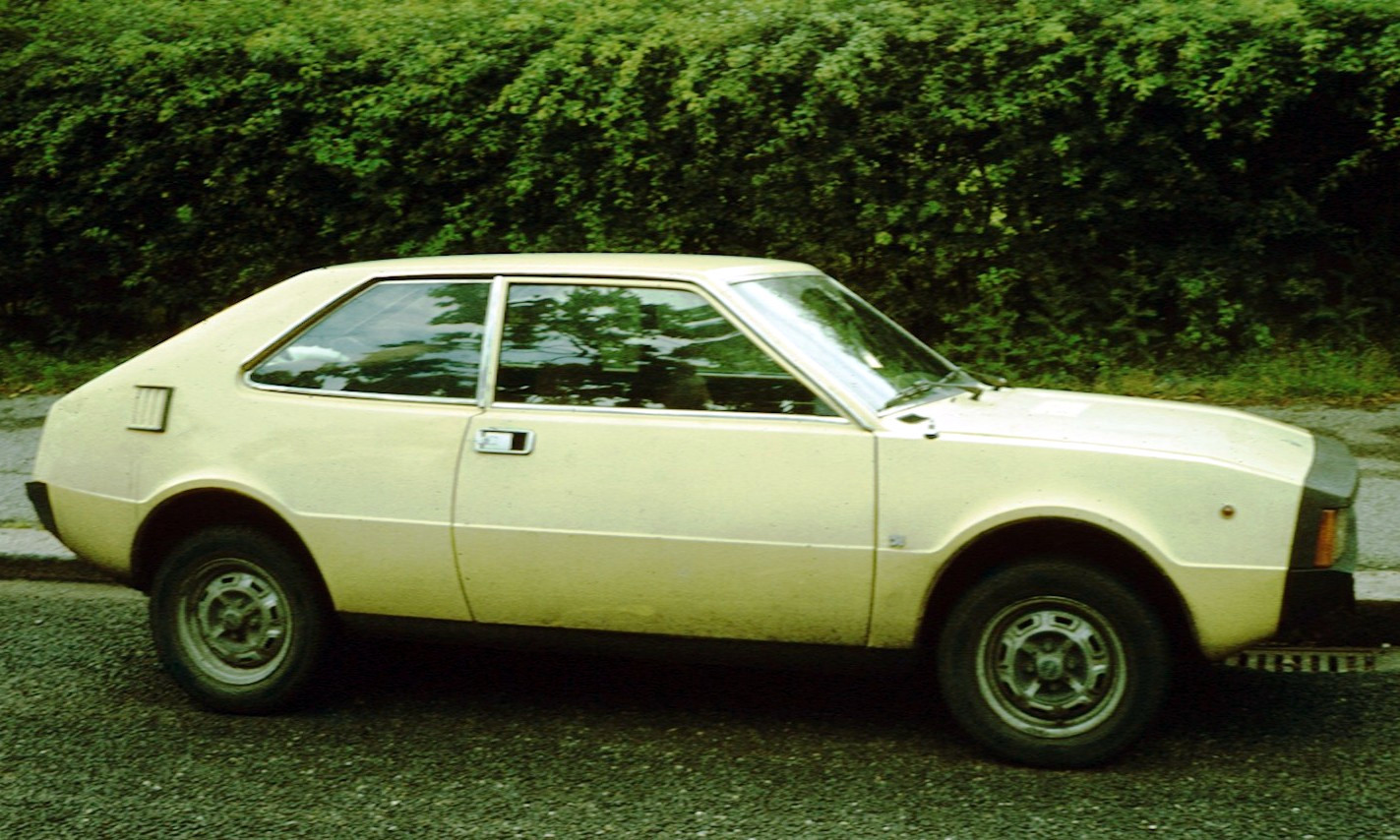
Una Seat 1200 Sport "bocanegra"

- 124 Sport
- 127
- 132
- 133
- 131
- Seat 1200 Sport "Bocanegra"
- Seat 1430 Sport "Bocanegra"
- 128
- Seat 128 3P
- Ritmo
- Fiorino
- Panda

### Il dopo-FIAT
- Ronda

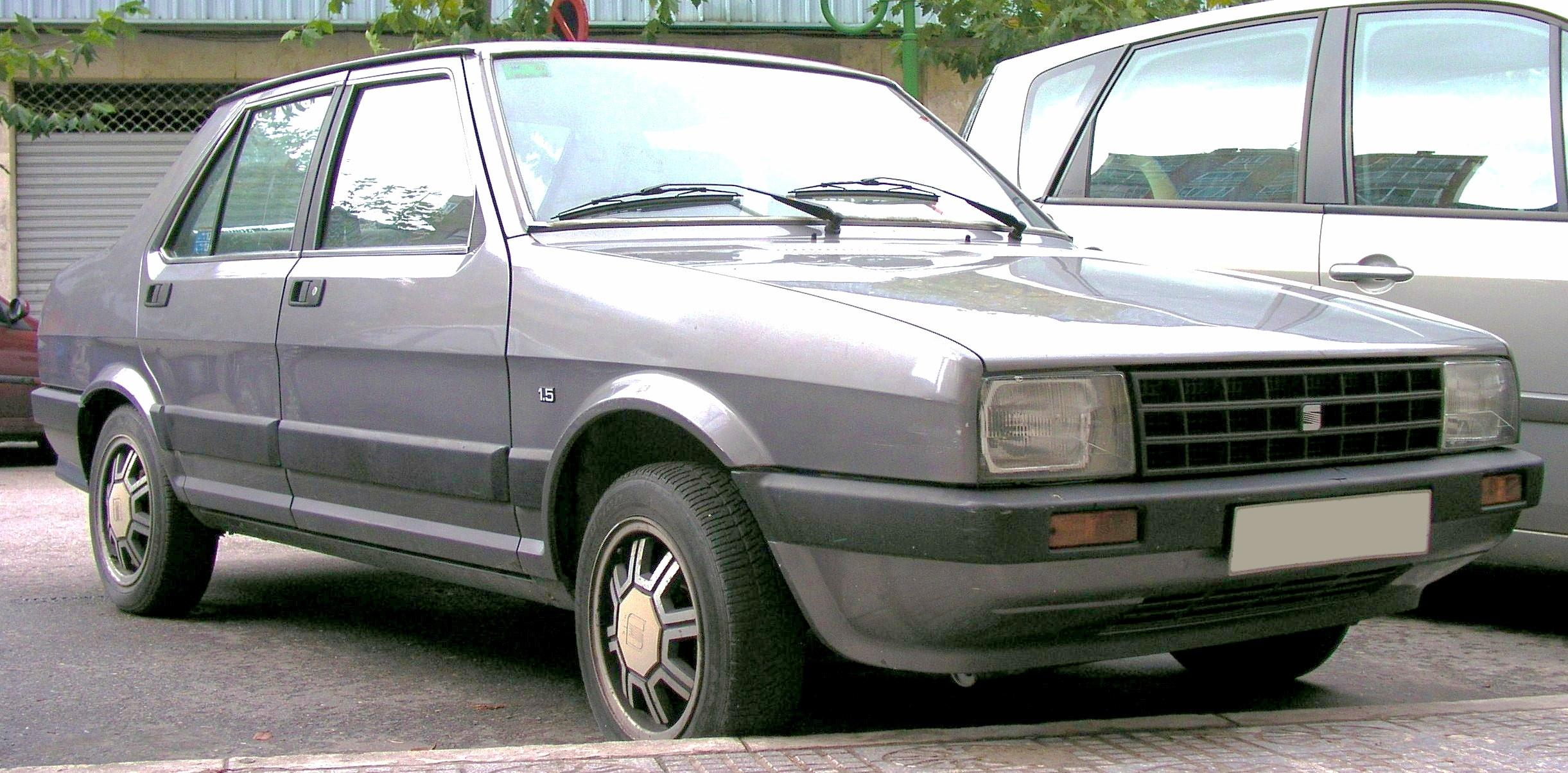
Una SEAT Málaga

- Trans (è l'antenata del modello Terra, nasce su base SEAT Panda)
- Fura
- Marbella
- Terra
- Málaga

### Il periodo Volkswagen

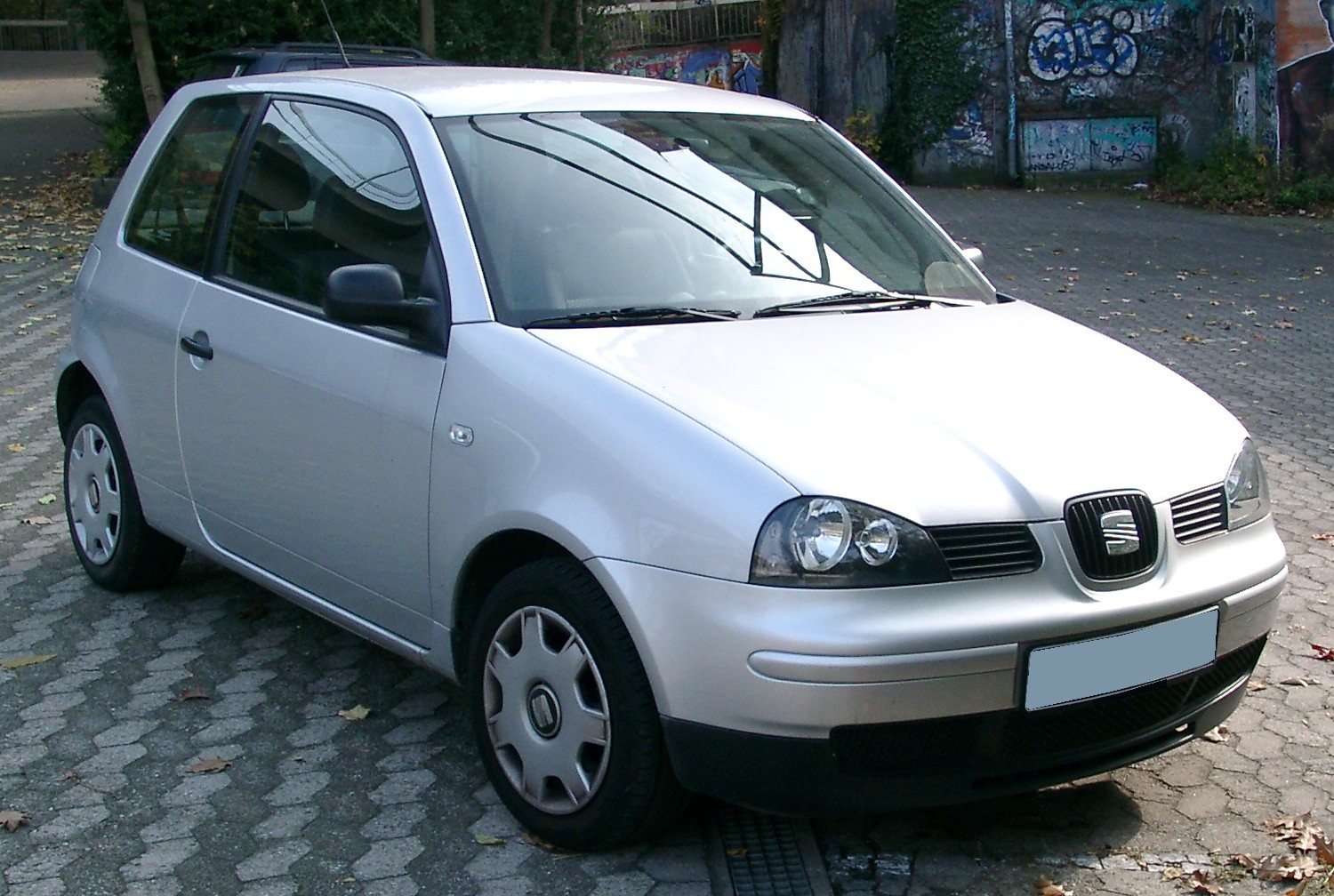
Una SEAT Arosa

- Inca
- Arosa
- Córdoba
- Exeo
- Exeo ST
- Altea
- Altea XL
- Toledo
- Mii
- Alhambra

### Modelli in produzione
- Arona
- Ateca
- Ibiza
- León
- León Sportstourer
- Tarraco

### Prototipi
- Proto T – 1989
- Proto C – 1990
- Proto TL – 1990
- Concepto T – 1992 (cabrio 1993)
- Bolero – 1998
- Formula – 1999
- Salsa/Salsa emocion – 2000
- Tango – 2001
- Cupra GT – 2003
- Tribu – 2007
- Bocanegra – 2008
- IBZ
- IBE
- IBX
- IBL

## Loghi

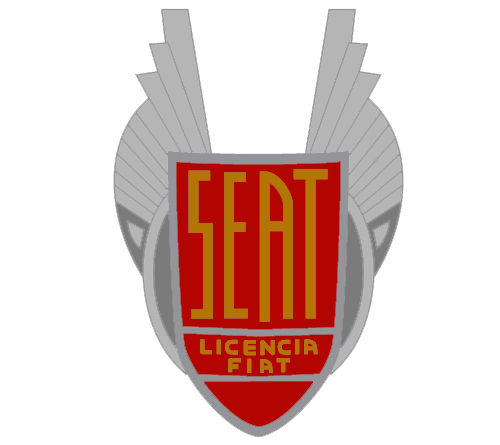
1953-1968
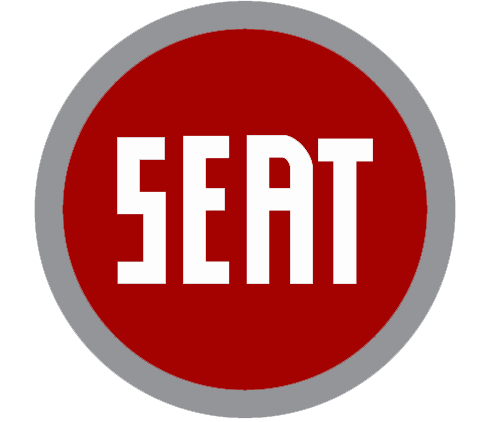
1968-1970
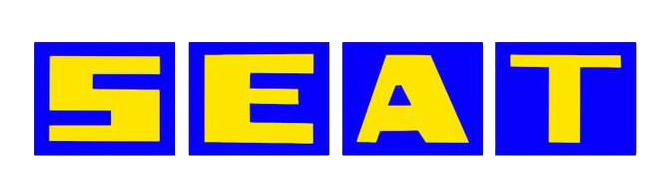
1970-1982
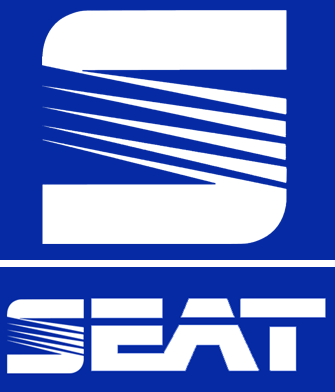
1982-1990
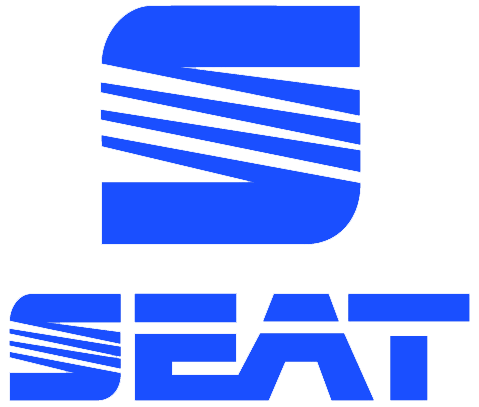
1990-1999
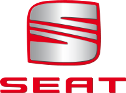
1999-2012
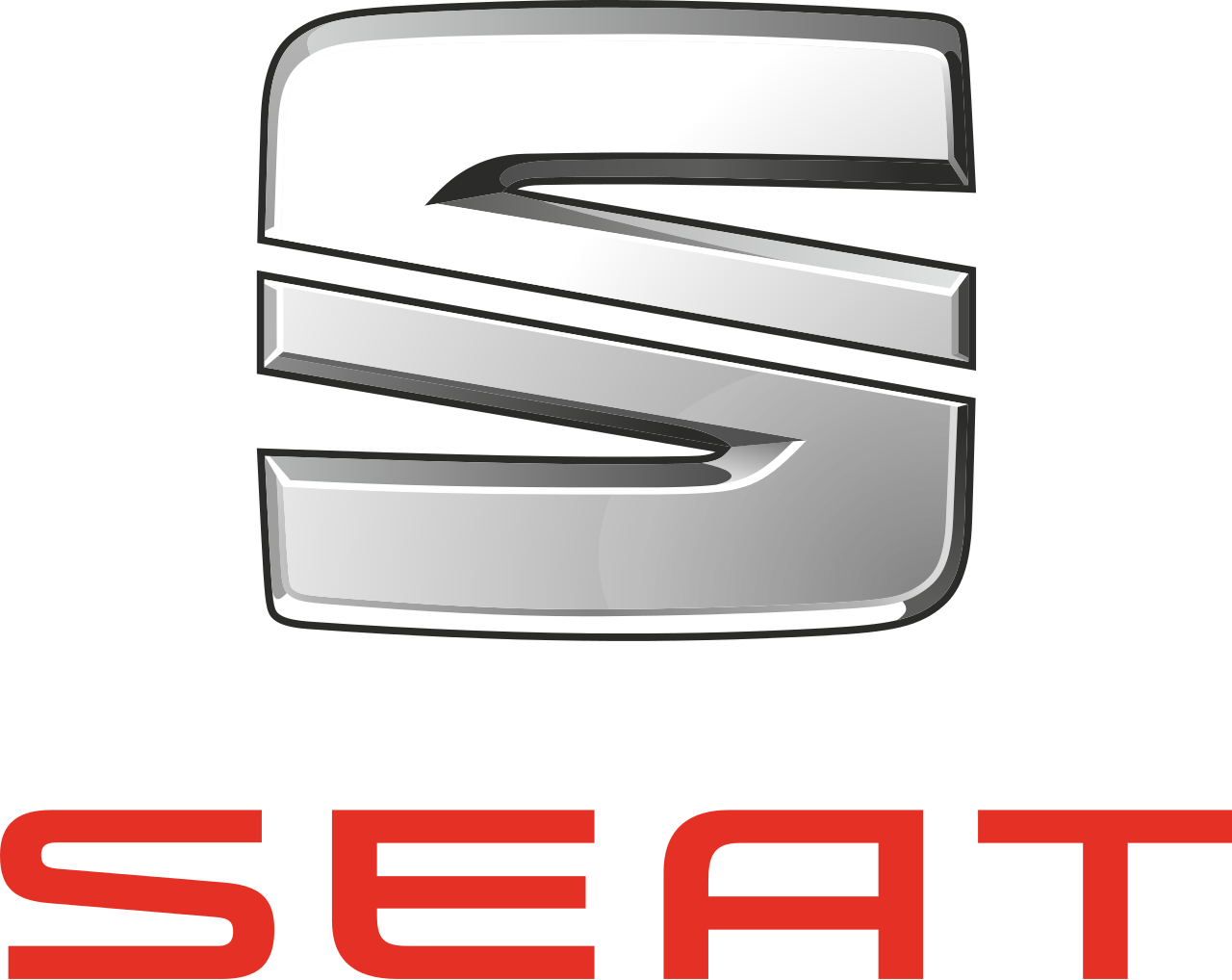
2012-2017
2017-2020
In uso dal 2020

## Archivio
L’archivio dell’azienda è conservato presso il Centro storico Fiat nel fondo Seat (estremi cronologici: 1950 - 1980).